# Plaza Suite (film)
Cet article concerne le film. Pour la pièce, voir Plaza Suite.
Pour plus de détails, voir Fiche technique et Distribution.
Chambre 719 en France ou Trois soirées au Plaza au Québec, est un film américain réalisé par Arthur Hiller, sorti en 1971, adapté de la pièce de théâtre éponyme (en) de 1968.

## Synopsis
Première histoire : un couple de 51 et 48 ans, lui, homme d'affaires occupé, elle, mère de famille oisive, se retrouve au Plaza Hotel où il avait passé leur lune de miel pour y fêter leurs 23 ans de mariage. La jeune secrétaire de l'homme d'affaires débarque dans leur chambre pour un dossier urgent. Sa femme, délaissée, comprend qu'elle est sa maîtresse. S'ensuit une scène d'explications. La réaction de l'épouse bafouée n'est pas forcément celle à laquelle on pouvait s'attendre.
Deuxième histoire : dans la même suite que le sketch précédent, un producteur juif d'Hollywood d'une cinquantaine d'années invite une ancienne actrice, nettement plus jeune que lui, à la rejoindre, ils ne se sont pas vus depuis plusieurs années. Elle est à présent mariée et mère de trois enfants, et décidée à ne rester dans sa suite que quelques minutes, lui compte bien la mettre dans son lit et passer la nuit avec elle. Il insiste, malgré un premier refus, pour qu'elle boive de l'alcool. Il joue auprès d'elle l'homme malheureux qui a beaucoup souffert, tout en arrivant à lui faire boire plusieurs verres de vodka. Elle veut quitter la suite, mais il l'en empêche et l'entraîne dans la chambre. Profitant que la jeune femme soit sous l'emprise de l'alcool, il abuse d'elle.
Troisième histoire : un homme particulièrement radin a choisi le Plaza Hotel pour la célébration du mariage de sa fille. S'impatientant de ne pas la voir descendre dans salle où le mariage doit être célébré, il monte la chercher dans la suite qu'il a réservée dans l'hôtel (la même que dans les deux histoires précédentes) et y retrouve sa femme. Sa fille s'est enfermée dans la salle de bains. Elle reste silencieuse et refuse d'en sortir malgré les objurgations de son père.

## Fiche technique
- Titre original : Plaza Suite
- Titre français : Chambre 719
- Titre québécois : Trois soirées au Plaza
- Réalisation : Arthur Hiller
- Scénario : Neil Simon, d'après sa pièce éponyme
- Costumes : Jack Bear
- Photographie : Jack A. Marta
- Montage : Jack Bracht
- Musique : Maurice Jarre
- Production : Howard W. Koch
- Société(s) de production : Paramount Pictures
- Pays de production : États-Unis
- Année : 1971
- Langue originale : anglais, italien
- Format : couleur (Technicolor) – 35 mm – 1,85:1 – mono
- Genre : comédie dramatique
- Durée : 114 minutes
- Date de sortie : 
  - États-Unis : 12 mai 1971

## Distribution
- Walter Matthau (VF : André Valmy) : Roy Hubley / Jesse Kiplinger / Sam Nash
- Maureen Stapleton (VF : Paule Emanuele) : Karen Nash
- Barbara Harris (VF : Sylviane Mathieu) : Muriel Tate
- Lee Grant (VF : Lily Baron) : Norma Hubley
- Louise Sorel : Jean McCormack
- Dan Ferrone : Bellboy
- Thomas Carey : Borden Eisler
- Jenny Sullivan (VF : Brigitte Morisan) : Mimsey Hubley
- Augusta Dabney : Mrs. Eisler
- Alan North (VF : Jacques Marin) : Mr. Eisler

## Distinctions

### Nominations
- Golden Globes 1972 :
  - Golden Globe du meilleur film musical ou de comédie
  - Golden Globe de la meilleure actrice dans un second rôle pour Maureen Stapleton